# Рахманов, Александр Андреевич
Александр Андреевич Рахманов (род. 28 августа 1989, Череповец) — российский шахматист, гроссмейстер (2007).

## Спортивные достижения
- Чемпионат России среди юношей до 18 лет (Дагомыс, 2007) — 3 место
- Чемпионат Европы среди юношей до 18 лет (Хорватия, 2007) — 3 место
- Чемпионат Мира среди юношей до 18 лет (Турция, 2007) — 3 место
- Этап Кубка России (Воронеж, 2009) — 1 место
- Этап Кубка России (Воронеж, 2010) — 1 место
- Мемориал Алехина (Воронеж, 2011) — 2 место
- 15-й международный турнир в Дубае — 1-е[1]

Участник Кубка мира по шахматам 2019 года.

## Изменения рейтинга
| Графики недоступны из-за технических проблем. См. информацию на Фабрикаторе и на mediawiki.org. |